# تشارلز بيل
تشارلز بيل (بالإنجليزية: Charles W. Bell)‏ (و. 1857 – 1927 م) هو سياسي من الولايات المتحدة الأمريكية ولد في ألباني، نيويورك.
وهو عضو في الحزب الجمهوري .